# Стричичи
Стричичи (серб. Стричићи / Stričići) — село в общине Баня-Лука Республики Сербской Боснии и Герцеговины. Население составляет 229 человек по переписи 2013 года.

## География
Стричич расположены на юге общины Баня-Лука на границе с общинами Мрконич-Град и Рибник, на территории средневековой боснийской жупании Земляник (позднее турецкой нахийи Змияне) на горе Маняча. В местный микрорайон входят также Дуяковци, Локвари и Лусичи.

## Население

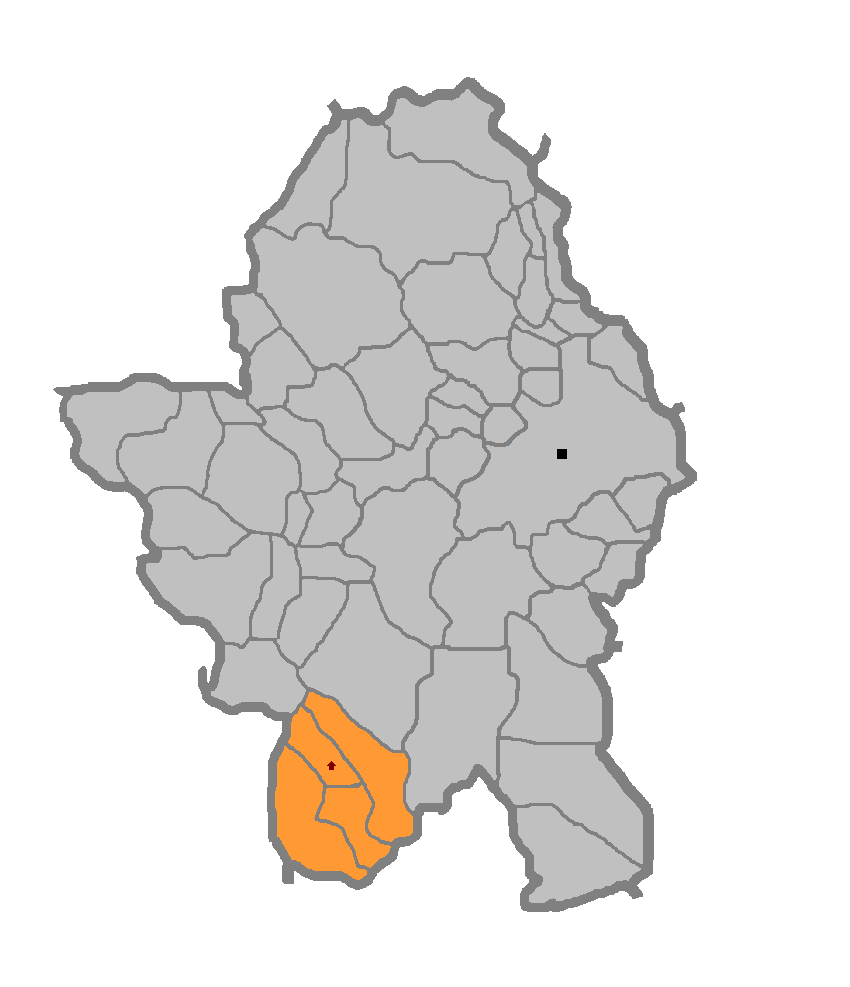
Стричичи и их территория на карте общины Баня-Лука

## Культура
В Стричичах родился великий сербский писатель Петар Кочич. Там же находится Храм Успения Пресвятой Богородицы, построенный в 1900 году.
Ежегодно в селе проводится народный праздник Кочичев збор: на нём вручается премия лучшим сербским писателям «Кочичева книга», а также проводится традиционный бой быков.